# Kloster Fontaine-les-Blanches
Das Kloster Fontaine-les-Blanches ist eine ehemalige Zisterzienserabtei in Frankreich. Es liegt am Südrand der Gemeinde Autrèche bei Château-Renault im Département Indre-et-Loire in der Region Centre-Val de Loire, rund 13 km nördlich von Amboise, an einem Weiher (Étang de Fontaine-les-Blanches), wenig westlich der Straße D 31.

## Geschichte
Das 1125 von Augustiner-Regularkanonikern besiedelte Kloster, das 1127 von Renaud de Château-Renault die Hochgerichtsbarkeit verliehen bekommen haben soll, schloss sich im Jahr 1134 der Kongregation von Savigny an. Es kam mit dieser im Jahr 1147 zum Zisterzienserorden und unterstellte sich der Filiation der Primarabtei Clairvaux. Das zunächst arme Kloster kam durch Stiftungen zu Wohlstand. In der französischen Revolution wurde es 1791 aufgelöst und verkauft.

## Bauten und Anlage
Die Anlage wurde nach 1791 weitgehend abgebrochen. Erhalten haben sich ein in einem modernen Gebäude gelegener Saal mit vier auf einer einzigen Säule ruhenden Kreuzgratgewölben, möglicherweise der frühere Kapitelsaal aus dem 13. Jahrhundert sowie ein weiterer Saal mit Resten einer Ausmalung aus dem 14. Jahrhundert sowie u. a. das Eingangsportal aus dem 16. Jahrhundert (1949 als Monument historique klassifiziert). Die Kirche von Autrèche besitzt zwei Figuren aus dem Kloster. Das Chorgestühl aus dem 15. Jahrhundert ist in die Pfarrei Saint Prix in Noizay gelangt, ein Marienaltar nach Saint Ouen les Vignes.